# سوغوتلو
سوغوتلو (به ترکی استانبولی: Söğütlü) شهری است در کشور ترکیه که در استان ترابزون واقع شده‌است. جمعیت این شهر بر اساس سرشماری سال ۲۰۰۸ میلادی ۸٬۸۵۵ نفر و بر اساس برآوردهای سال ۲۰۰۹ میلادی ۸٬۲۷۵ نفر می‌باشد.